# دبرا سوه
دبرا سوه(انگلیسی: Debra Soh؛ زادهٔ ۶ سپتامبر ۱۹۹۰) مقاله‌نویس، نویسنده و محقق سابق آکادمیک جنسی کانادایی است.
سو دکترای خود را از دانشگاه یورک در تورنتو دریافت کرد. او تحقیقات گسترده‌ای در مورد پارافیلیاها انجام داده و معتقد است که اینها شرایط عصبی هستند نه رفتارهای یادگرفته‌شده. سو مقالاتی برای نشریات مختلف نوشته است و زمانی نیز میزبان پادکست« رونگ‌اسپیک» کوئیلت با جاناتان کی بود. او خود را فمینیست سابق می‌داند که از این اصطلاح دلسرد شده است.
سو با تغییر جنسیت در کودکی مخالفت کرده و معتقد است که باید تا رسیدن کودک به بلوغ شناختی صبر کرد. او همچنین علیه قوانین ممنوعیت «درمان تبدیلی» که هم شامل گرایش جنسی و هم هویت جنسیتی می‌شوند، مقاله نوشت. در سال ۲۰۲۰، او اولین کتاب خود را با عنوان «پایان جنسیت: رد کردن افسانه‌ها دربارهٔ سکس و هویت در جامعه ما» منتشر کرد.

## تحصیل و پژوهش‌ها
سوه دارای مدرک دکتری روان‌شناسی از دانشگاه یورک در تورنتو است. پایان‌نامه او با عنوان تصویربرداری عصبی عملکردی و ساختاری بیش از حد جنسی پارافیلیک در مردان و کمیته او شامل کیت اشنایدر از دانشگاه یورک و جیمز کانتور از مرکز اعتیاد و سلامت روان بود. سو در طول تحصیلات تکمیلی خود جایزه تحقیقات خارجی مایکل اسمیت را از شورای تحقیقات علوم اجتماعی و علوم انسانی کانادا و بورسیه پایان‌نامه پروست یورک دریافت کرد.
زمانی که در یورک بود، به مطالعه پارافیلیا پرداخت. تحقیقات او نشان می‌دهد که این شرایط نوعی از شرایط عصبی هستند تا رفتارهای آموخته شده.

## شغل
سو مقالاتی برای نشریات معتبری همچون کویلت، گلوب اند میل، نیویورک مگزین، پلی‌بوی، لس‌آنجلس تایمز و وال استریت ژورنال نوشته است. وی در ماه مه ۲۰۱۸ به همراه جاناتان کی، اجرای پادکست جنجالی «رونگ اسپیک» را برای وبسایت کویلت آغاز کرد. سو خود را فمینیست سابقی می‌داند که پس از مدتی به کلی از این جنبش و اصطلاحات مربوط به آن سرخورده شد.
مقاله‌ای در سال ۲۰۱۶ از کازمپولیتن به بررسی برخی از یافته‌های تحقیقاتی قبلی سو پرداخت و پیامدهای آنها را در شناسایی مردانی که احتمال ارتکاب تجاوز دارند، برجسته کرد.
در سال ۲۰۱۵، سو در مقاله‌ای برای سالون دات کام از مطالعه موردی خود دربارهٔ فردی به نام جیکوب نوشت - یک پدوفیل که پس از دستگیری به دلیل تلاش برای فریب یک کودک ۱۰ ساله (که در واقع یک پلیس مخفی بود) به دفتر او مراجعه کرده بود. او در این مقاله، پروژه پیشگیری دانکلفلد آلمان را به عنوان یک راه‌حل پیشنهاد داد و همدردی خود را با تاد نیکرسون ابراز کرد - فردی که دو مقاله برای همین مجله دربارهٔ تجربیات خود به عنوان یک پدوفیل بدون سابقه جرم نوشته بود.
سو در این باره گفت:
"واکنش‌های منفی که تاد نیکرسون پس از نوشتن دربارهٔ کشمکش شخصی‌اش با پدوفیلی با آن مواجه شد، نشان می‌دهد که ما به عنوان یک جامعه هنوز راه درازی در تغییر نگرش خود نسبت به این موضوع احساسی پیش رو داریم. اما رویکرد فعلی ما کارآمد نیست
در سرمقاله ای در سال ۲۰۱۵، سو از شیوع تغییر جنسیت در دوران کودکی انتقاد کرد و به والدین و پزشکان توصیه کرد که صبر کنند «تا زمانی که کودک به بلوغ شناختی برسد.» مقاله سوه، که به جنبه‌های ناسازگار جنسیتی دوران کودکی او اشاره می‌کرد، استدلال نمود که «بازگشت اجتماعی به نقش جنسیتی اصلی‌اش می‌تواند تجربه‌ای از نظر عاطفی دشوار باشد». دیوید آ. فرنچ این صحبت را به عنوان نوعی یک دست کم گرفتن توصیف کرد. ساه همچنین علیه قوانین ضد تبدیل درمانی که شامل گرایش جنسی و هویت جنسیتی است، به نگارش پرداخته و معتقد است که چنین قوانینی این دو را ادغام و از مشاوره درمانی مشروع برای افراد مبتلا به نارسایی جنسی جلوگیری می‌کند. فلورانس اشلی و الکساندر باریل، دانشگاهیان دیگر کانادایی، تفسیر سو از این مطالعات را به چالش کشیدند. روانشناسان کریستینا اولسون و لیلی دوروود تحقیق سو را هشدار دهنده نامیدند.
سو با تصمیم سال ۲۰۱۵ مبنی بر تعطیلی کلینیک هویت جنسیتی تورنتو مخالفت کرد. این کلینیک عمدتاً به دلیل آغاز درمان پس از شروع یا در حین بلوغ شناخته شده بود. یک بررسی قبلی نشان داده بود که پزشک ارشد این کلینیک، کنت زاکر، با سایر متخصصان دیسفوریای جنسیتی که از بیماران پیش از بلوغ حمایت می‌کنند، اختلاف نظر دارد.
روان‌پزشک جک توربان به انتقاد از سو پرداخت و اشاره کرد که طبق دستورالعمل‌های انجمن غدد درون‌ریز، تجویز هورمون‌ها در دوران بلوغ انجام می‌شود. او افزود: «همان‌طور که سو در مقاله‌اش اشاره کرده، هویت جنسیتی در این مرحله تثبیت شده است.»
سال بعد، سو در یادداشتی به سی‌بی‌سی نیوز به دلیل توقف پخش یک مستند بریتانیایی که در آن زاکر حضور داشت، انتقاد کرد.
در سال ۲۰۱۸، باری وایس، سردبیر نیویورک تایمز، سو را به عنوان یکی از اعضای «وب تاریک فکری» توصیف کرد.

## زندگی شخصی
سو اصالتاً مالزیایی-چینی است.